# Isaiah Rivera
Isaiah Stone Rivera (Geneseo (Illinois); 24 de septiembre de 2001), conocido deportivamente como Isaiah Rivera, es un baloncestista Dominicano que pertenece a la plantilla del FC Cartagena Baloncesto de la Primera FEB. Con 1,96 metros de estatura, juega en la posición de escolta.

## Trayectoria deportiva
Nacido en Geneseo (Illinois), es un alero formado en el Geneseo High School de su ciudad natal hasta 2020, cuando ingresó en la Universidad Estatal de Colorado, situada en Fort Collins, Colorado, donde jugaría durante 3 temporadas la NCAA con los Colorado State Rams, desde 2020 a 2023.
En 2023, ingresa en la Universidad de Illinois en Chicago, situada en Chicago, en el estado de Illinois, donde jugaría durante la temporada 2023-24 la NCAA con los UIC Flames.
En 2024, ingresa en la Universidad DePaul, que se encuentra situada en Chicago, Illinois, donde jugaría la NCAA en su última temporada universitaria con los DePaul Blue Demons.
Tras no ser drafteado en 2025, el 24 de julio de 2025, firma por el FC Cartagena Baloncesto de Primera FEB.

### Selección nacional
En 2018 fue internacional sub-17 con la Selección de baloncesto de la República Dominicana.